# Usine Western Electric de Cicero

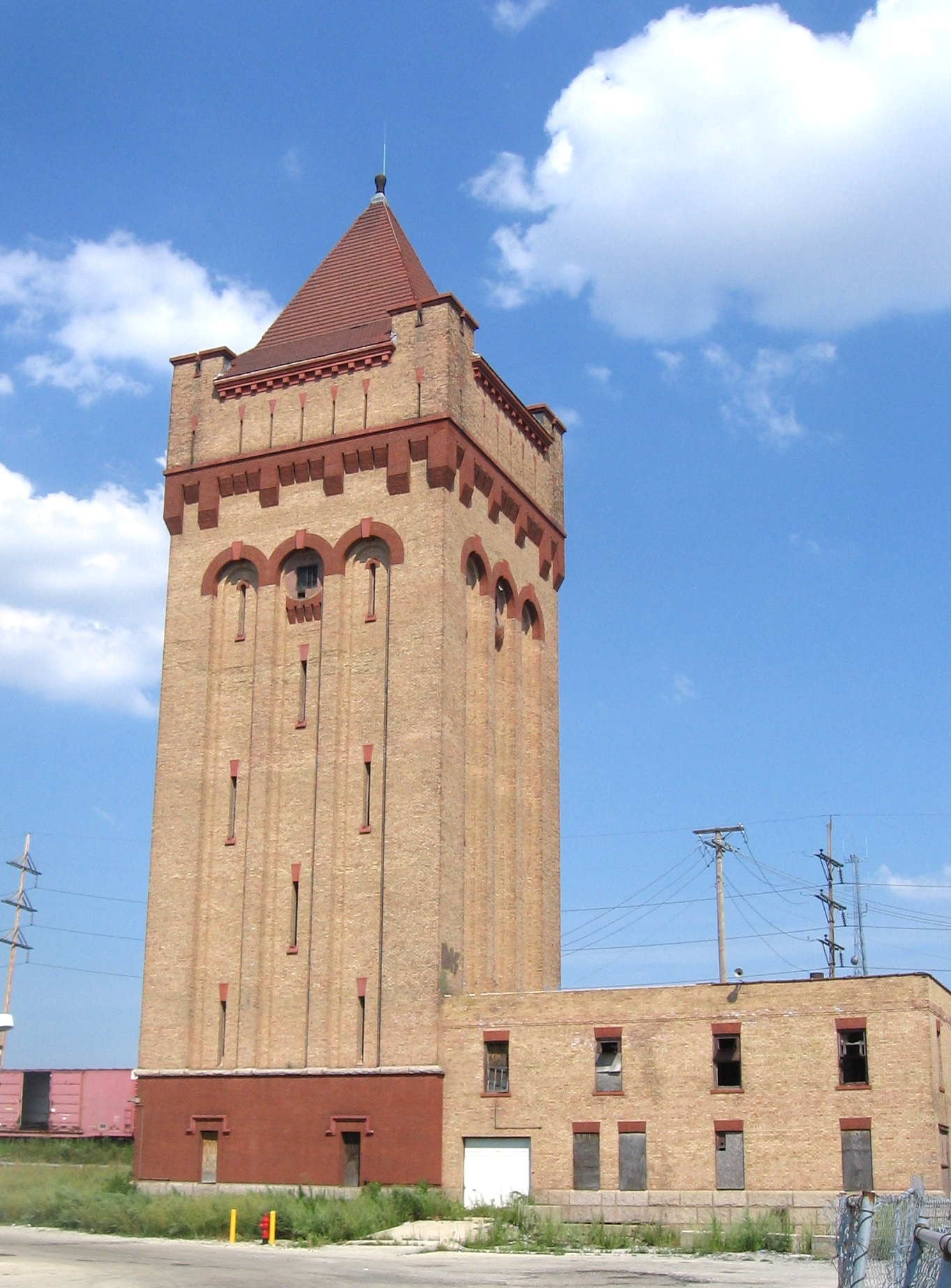
La tour située à l'intersection de Cermak Road et Cicero avenue : symbole et dernier vestige subsistant de Hawthorne Works.

Pour les articles homonymes, voir Hawthorne.
L'usine Western Electric de Cicero est un important centre de recherche et de fabrication de matériel téléphonique, situé à Cicero, dans la banlieue ouest de Chicago (Illinois). Cette usine, qui fut en activité de 1904 à 1984, appartenait à la Western Electric Company, filiale industrielle de l'American Bell Telephone Company, devenue plus tard American Telephone & Telegraph Company ou AT&T.
L'usine Western Electric de Cicero était connue sous le nom de Hawthorne Works (usine Hawthorne).
Elle fut, pendant un demi-siècle, la plus grande usine du monde pour la fabrication de matériel téléphonique et l'une des plus grandes usines des États-Unis.

## Les origines
La Western Electric Company, fondée en 1872 à Chicago et rachetée en 1881 par l'American Bell Telephone Company, possédait une usine à Chicago, sur les rues Clinton et Van Buren, qui employait plus de 5 000 personnes en 1900, mais s'avérait insuffisante pour faire face à la demande croissante de matériel téléphonique. Aussi le fondateur et président de la Western Electric Company, Enos Barton, transféra en 1904 sa production dans un nouveau et vaste complexe industriel situé dans la banlieue ouest de Chicago, à Cicero, une communauté encore rurale, à forte population d'origine tchèque et polonaise.
L'usine Hawthorne était presque autosuffisante : elle possédait sa propre centrale électrique, un hôpital, une brigade de pompiers, une blanchisserie, des serres et son propre réseau ferré. L'usine de Cicero regroupa toutes les opérations industrielles auparavant réalisées dans les usines de Chicago et New York, si bien qu'en 1914 elle était la seule usine de la Western Electric.

## L'apogée
En 1917, l'usine employait 17 000 personnes, et 30 000 en 1925. À cette époque, la Hawthorne Works fournissait 90 pour cent de l'équipement téléphonique utilisé aux États-Unis. Un certain nombre d'innovations technologiques y furent réalisées, comme le tube électronique (tube à vide), le microphone à condensateur et des systèmes radio pour avions.
|  |  |

En 1929, l'usine employait 34 100 personnes, mais durant la Grande Dépression des années 1930, des milliers de salariés furent licenciés et il n’en restait plus que 15 000 en 1939.
Les affaires reprirent vigoureusement pendant la Seconde Guerre mondiale, notamment grâce à la fabrication de radars. Plus de 40 000 travailleurs étaient occupés à Cicero. Fournisseur de l'armée américaine, l'usine de Cicero commença alors à embaucher des Afro-Américains.

## Les expériences de Hawthorne
De 1927 à 1932, des recherches furent menées à l'usine Hawthorne sur les relations entre l'environnement et la productivité du travail. Elles portèrent d'abord sur l'amélioration de l'éclairage puis sur d'autres aspects de l'environnement des postes de travail. Mais au bout de trois ans d'expériences et d'observations, les résultats obtenus étaient peu probants. 
Sous la direction d'Elton Mayo, une nouvelle équipe de chercheurs se mit alors au travail. Par des méthodes différentes, ils découvrirent que l'augmentation de la productivité était d'abord liée à des facteurs humains. Des interviews de tous les employés de l'usine permirent de mieux comprendre les attitudes des travailleurs envers la direction et les pratiques de l'encadrement. La Western Electric utilisa ces résultats pour améliorer les conditions de travail, les techniques d'encadrement et ses relations avec le personnel.
D'autres recherches montrèrent que des changements dans l'organisation du travail pouvaient même faire baisser la productivité, car ils brisaient la dynamique des relations humaines existant à l'intérieur d'un groupe. Les relations interpersonnelles entre les ouvriers d'une part et entre les ouvriers et l'encadrement d'autre part avaient une influence directe sur le moral et indirectement sur la productivité.
Les Hawthorne Studies eurent un impact durable sur la psychologie industrielle, la gestion du personnel et l'organisation des entreprises.

## Le déclin
Dans les années 1950 et 1960, l'usine de Cicero perdit de son importance au sein de la Western Electric, qui avait multiplié les unités de production à travers tous les États-Unis. En 1970, l'usine n'occupait plus que 25 000 des 190 000 employés de l'entreprise dans le monde. C'est alors que le quasi-monopole dont jouissait AT&T aux États-Unis fut brisé par la Commission fédérale des communications.
La Western Electric Company devint AT&T Technologies dans un contexte économique et technologique en rapide évolution. En 1980, 7 500 personnes travaillaient encore sur le site ; 4 000 en 1983. L'usine de Cicero fut définitivement fermée en 1984.

## Sources
- (en) Histoire de la Western Electric Company